# مستوى ناصف
المستوى الوسطي (الناصف) (بالإنجليزية: median plane)‏ أو المستوى السهمي النصفي  (بالإنجليزية: midsagittal plane)‏ وهو اسم آخر لنفس المستوى حيث يستخدم هذان المصطلحان أيضا لوصف المستوى السهمي (بالإنجليزية: sagittal plane)‏ أي أنها كلها تسميات واحدة تحمل نفس المعنى وتدل على المستوى الذي ينصف الجسم مرورا  بخط يقع على المستوى المحوري ويمر في منتصف الجسم  يدعى الخط المحوري (بالإنجليزية: midline)‏ أو خط منتصف الجسم ويستدل على هذا الخط بأنه يقطع السرة ويمر عبرها إذ أن المستوى المحوري يقطع الجسم إلى نصفين متساويين هما الشق الأيمن والأيسر وكل هذه الخطوط والمستويات هي خطوط وهمية لا وجود لها في الواقع والغرض منها تسهيل تحديد موقع عضو أو تركيب ما في الجسم البشري.
وقد سمي المستوى المحوري بهذا الاسم لأنه يقع في محور الجسم وسمي بالوسطي لأنه يقع في وسط الجسم و سمي بالسهمي لأن نقاط تماسه مع سطح الجسم البشري الخارجي تشبه سهما على شكل قطع مكافئ يمر من أمام الجسم إلى خلفه متخذا مسارا يشبه منحنى قطع مكافئ.
هناك مصطلح آخر في نفس السياق هو مصطلح المستوى المجاور للسهمي (بالإنجليزية: parasagittal plane)‏ وهو يدل على أي مستوى يوازي المستوى الناصف (السهمي) .كما تشير كلمة مجاور الواردة في اسم المستوى المجاور للسهمي على هذا الأمر .
الخط المحوري يعد أحد الخطوط التي تستخدم لتحديد موضع ومكان الربع العلوي الأيمن لمنطقة البطن لدى الإنسان (بالإنجليزية: right upper quadrant of the abdomen)‏ .أيضا خط منتصف القص يمكن اعتباره جزءا من المستوى المحوري.